# Üveys Pascià
Üveys Pascià (1512 – 1547) è stato un politico ottomano, figlio illegittimo del sultano Selim I ("il Risoluto").

## Biografia
Secondo il famoso storico ottomano Mustafa Âlî Effendi, era figlio di Selim I e di una concubina, il cui nome è sconosciuto. Nacque nell'anno in cui Selim ascese al trono. Secondo quanto ha scritto Mustafa Âlî Effendi nella sua opera Künhü'l-Ahbâr, la madre di Üveys fu espulsa dall'harem e data in sposa, pertanto, secondo la legge, il bambino che scoprì di aspettare da Selim venne dichiarato illegittimo e non riconosciuto come principe (Şehzade), ma Selim I si interessò comunque alla sua educazione. Solimano I, succeduto a Selim dopo la sua morte, che era a conoscenza della storia di Üveys, risparmiò la vita al fratellastro, ma fu attento a mantenerlo ai margini del suo vasto impero. 
Selim si prese cura di suo figlio e Üveys divenne presto un burocrate di alto livello dell'impero. Tuttavia, quando Selim morì nel 1520, Üveys non avanzò alcuna pretesa al trono a causa della tradizione ottomana che afferma che i principi nati da un patrigno non hanno diritto di ascendere al trono. (Questo principio era simile alla tradizione bizantina del Porphyrogennētos).
Nel 1535, subito dopo la presa di Baghdad (oggi capitale dell'Iraq), Üveys fu nominato beilerbei di Baghdad. Nel 1545, fu incaricato di conquistare Ta'izz (una città dello Yemen) in cui ebbe successo.
Nel 1547, un soldato della marina di nome Pehlivan Hasan iniziò una ribellione nello Yemen. Mentre cercava di sopprimere la ribellione, Üveys fu ucciso dai ribelli. (La ribellione fu poi soppressa da Özdemir Pascià). Secondo lo storico ottomano Âlî Effendi, nell'apprendere la morte del suo fratellastro, Solimano I pianse e disse "È un fratello dal mio lato paterno"
Si pensa anche che Üveys Pascià fosse il padre di Sakızlı Mehmed Pascià, uno dei Bey di Tripoli.